# Jinhao
 (novembre 2018).
Jinhao (chinois : 金豪 ; pinyin : jīn háo) est une entreprise chinoise d'instruments d'écriture créée en 1988.
D'abord installée dans la province du Jiangxi, l'entreprise déménage son siège social en 2003 à Shanghai,.
Son étendue gamme de produits est constituée principalement de stylos à plume (également de rollers et portemines) ; sa profondeur de gamme, du stylo à quelques euros à celui à plusieurs milliers d'euros.
L'entreprise est certifiée ISO 9001:2004. La qualité de ses produits est reconnue dans le monde de la calligraphie amateur,. 
En Europe, il faut passer par des plateformes de commerce en ligne (comme AliExpress, Amazon, Banggood, ou Taobao) pour importer ces produits puisqu'il n'y a pas de revendeur « traditionnel » type GMS/GSS, papeteries, bijouteries, qui en importe.

## Sources
1. ↑  « https://www.penchalet.com/jinhao_pens/ »
2. ↑  (en) « Jinhao - Stationery Wiki », sur stationery.wiki (consulté le 10 octobre 2018)
3. ↑  « Jinhao Pen Company - Pen Chalet », sur www.penchalet.com (consulté le 10 octobre 2018).
4. ↑  (en-US) « The Fountain Pen Guide — Gentleman's Gazette », sur www.gentlemansgazette.com (consulté le 10 octobre 2018).
5. ↑  « Test stylo-plume : Jinhao X450 - [Journaling Addict] », [Journaling Addict],‎ 21 janvier 2017 (lire en ligne, consulté le 10 octobre 2018).
6. ↑  « www.stylo-plume.org • Consulter le sujet - Jinhao X-750 », sur www.stylo-plume.org (consulté le 10 octobre 2018).
7. ↑  (en) « Vous devriez essayer un stylo plume chinois », sur Aftermath, 11 septembre 2024 (consulté le 13 juin 2025)